# ویلهلم کوبه
ویلهلم  ریشارد پاول کوبه (به آلمانی: Wilhelm Kube) (زاده ۱۳ نوامبر ۱۸۸۷ - درگذشته ۲۲ سپتامبر ۱۹۴۳ ) یک سیاستمدار آلمانی در دوره رایش سوم و از ۶ مارس ۱۹۳۳ تا ۷ اوت ۱۹۳۶ گولایتر براندنبورگ بود.